# Pierre Calvé

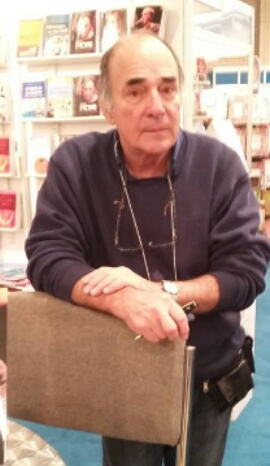
Pierre Calvé

Pierre Calvé (* 1939 in Montreal) ist ein kanadischer Singer-Songwriter.

## Leben
Calvé trat mit sechzehn Jahren in die Handelsmarine ein, wo er seine ersten Songs schrieb. 1961 debütierte er als Sänger im Le Piouke in Bonaventure. Bei Columbia Records nahm er in den 1960er Jahren drei Alben mit dem Titel Pierre Calvé  (Vol. 1–3) auf. Zu Beginn der 1970er Jahre unternahm er große Tourneen mit hunderten Auftritten durch Kanada und dem US-Bundesstaat Louisiana. Von 1976 bis 1980 leitete er die Boîte-à-Chansons im Hotel Méridien in Montreal. Danach unternahm er weitere Tourneen und trat u. a. 1990 in Saint-Malo auf.
Von 2001 bis 2007 reiste er mit der Show Les moments les plus beau, begleitet dem Gitarristen und Akkordeonisten Jacques Calvé und dessen Sohn Nicolas Calvé oder François Turgeon am Bass. Parallel hatte er etwa sechzig Auftritte in der De la ville à la mer mit Pierre Létourneau und Robert Séguin. Mehr als 140 Auftritte hatte er ab 2009 in Il était une fois... La boîte-à-chansons unter Leitung von Robert Charlebois und mit Claude Gauthier, Pierre Létourneau, Jean-Guy Moreau und Jérôme Charlebois. Die Reihe endete mit dem Tod Moreaus 2012.
Eine Kompilation von Titeln aus seinen ersten Alben erschien 1996 beim Label Fonovox. 15 neue Chansons erschienen 1999 unter dem Titel Aquarelles. 2015 veröffentlichte Calvé das Album Tout est vrai und eine Autobiographie unter dem gleichen Titel. Zu den musikalischen Partnern Calvés zählten im Laufe der Jahre u. a. Gilles Vigneault, Clémence DesRochers, Stéphane Venne, Christian Larsen und Sylvain Lelièvre. Seine Songs wurden u. a. von Pauline Julien, Monique Leyrac, Lucille Dumont, Robert Charlebois und Julie Arel gesungen und von André Gagnon, François Dompierre und Daniel Mercure aufgenommen.

## Diskographie
- Chansons de ports et haute mer, 1963
- Pierre Calvé volume 2, 1964
- Pierre Calvé volume 3, 1967
- Vivre en ce pays... ou ailleurs, 1973
- Au temps des boîtes à chansons (mit Pierre Létourneau),	1999
- Aquarelles, 1999
- Tout est vrai, 2015